# Руги

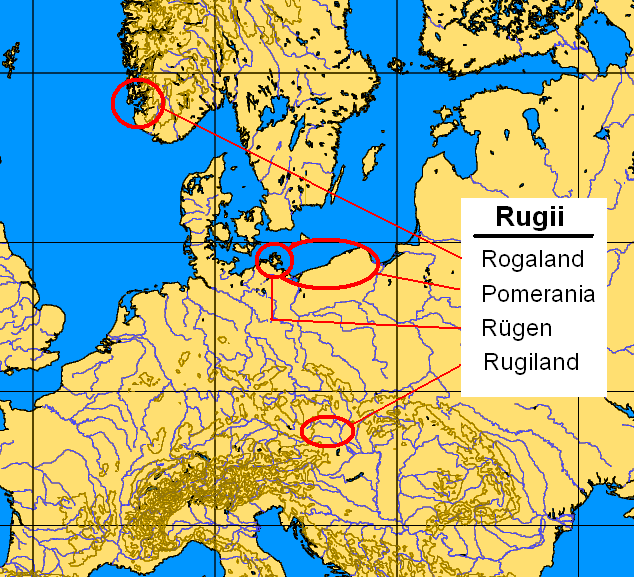
Локалізації ругіїв

Руги, ругії, ругіани (Rugii, Rugians, Rygir, Ulmerugi, Holmrygir, Rugier) — збірна назва  племен локалізованих в південній Прибалтиці, середньому Подунав'ї та Русі. Вперше згадуються у працях Тацита, в ІІ ст. н.е., де мова йде про балтійських ругів, а пізніше Клавдія Птолемея, Йордана, з X-го ст. ругами називали в Європі русів і Київську Русь.Питання походження ругів на сьогоднійшній час є дискусійним і не з'ясованим остаточно, академічна наука відносить їх до давньогерманських племен, однак надто багато джерел суперечать цій версії. Не менш ймовірною є версія про слов'янську природу ругів. На острові Ругія,  до 1168 року існував найзнаменитіший храм Світовида, Бога Життя, Аркона,  уособлення Дерева Життя та був знаменитий оракул. Сюди сходилися люди з Слов'янщини почути віще слово жерців. Над морем вивищувалось місто Аркона. Данські хрестоносці папи римського знищили храм і місто. Тепер острів Рюген на Балтиці — це Німеччина, на місці міста село Альтенкірхен — «стара церква», у католицькому храмі якого в стіні ще у 18 ст. зберігалася гранітна плита, як вказують польські дослідники, виготовлена у Х -му ст., розмірами 1,19*1,68 метра із зображенням бога ругіян Світовида і з підписом Santus Vitus oder Svantevit — святий Вит або Свантевит. Тепер напис, імовірно, стертий.

## Етимологія
Історик А.Г. Кузьмін стверджує, що назви руги, роги, рузи, руси, руяни (rujanen, rani) відносяться до одного й того ж народу, що пояснюється варіативністью позиційних аллофонів g / j, j/z і прочитанням букв j/i (зрівн. ruth, ruz, rud (кельт. «червоний»), roux, rousse — (суч.франц. «рудий, руда»), rouge — (суч.франц."червоний"), серб. «руйан» — «темно-червоний»), також чергування звуків «г», «ж», «з» може відбуватися при відмінюванні, як, наприклад, у словах «друг, дружба, друзі», Наприклад руг (число однини), Ружана (острів) і рузи (число множини) або руг, ружанин, і рузи.

## Сказання про Одде Стріли и норвезькі руги
У Сазі про Одде Стріли, біографія головного Героя якої багато в чому збігається з біографією Віщого Олега, можна вичитати, що Одд в дитинстві і юності жив в Ейкунде. У сазі написано:
«Виховував Інгьяльд
мене в моїй юності,
що Ейкундом правил
і Ядара хутором»

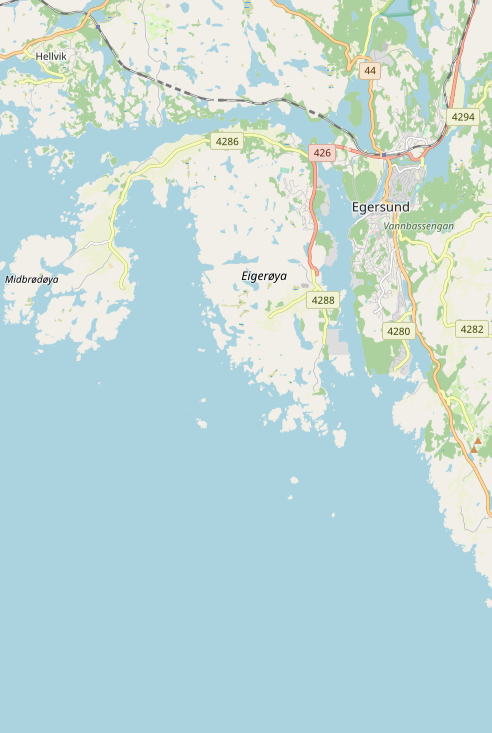
Егерсунд та острів Ейгерея

Дубовый лист-герб комуни Егерсунд

Поселення Берурйодер (Берглуд), острів Ейкунд (Ейгерея) та історичний район Ядар (Ярен) розташовані в норвезькій провінції Ругаланн, населеній у давнину народом північних ругів. «Егерсунд» походить від древнескандинавского назви протоки між островом Ейгерёя і материком, який називався Ейкундарсунд. Назва Eigerøy (древнескандинавской: Eikund) походить від багатих запасів дубів, так як слово eik - це норвезьке слово «дуб». Назва є одним з найстаріших географічних назв в Норвегії. Його вже можна знайти в формі Eikundarsund в скандинавської сазі Олафа Святого, написаної ісландським автором Сноррі Стурлассоном в 13 столітті. Приблизно від 1000 року тут часто бував флот Олафа Святого.
Місто Егерзунд знаходиться на березі морської випроменені Ейгерёя, яка продегает між містом і островом Eigerøya. Ця закрут згинається в формі натягнутого лука.
Місто Егерсунд вважається одним з найдавніших на території Норвегії. Завдяки запасам деревини він мав в середньовіччі дуже важливе значення для караблестроенія. Для середньовічних людей він знаходився в північній країні на краю світу. Відповідно, "Ейкундарсунд" у буквальному перекладі на українську мову означає "протока острову, вкритого дубами". Символом міста до цих пір є дубовий лист.
Ядар (Jaðarr) старонорвезькою мовою означає "окраїна" або "кордон між просторами", що відповідає визначенню Лукомор'я як заповідного місця на околиці землі.
Примітно, що згідно сазі, записаної Саксон Граматик про битву при Браваллі є такі рядки: "З області ядер прийшли 'Од Англійська, Альф Багато-де-побував', 'Енар Набряклий' 'і' Івар на прізвисько Трувар"
Ядер (сучасний Jæren) це традиційний район норвезької землі Ругаланн.

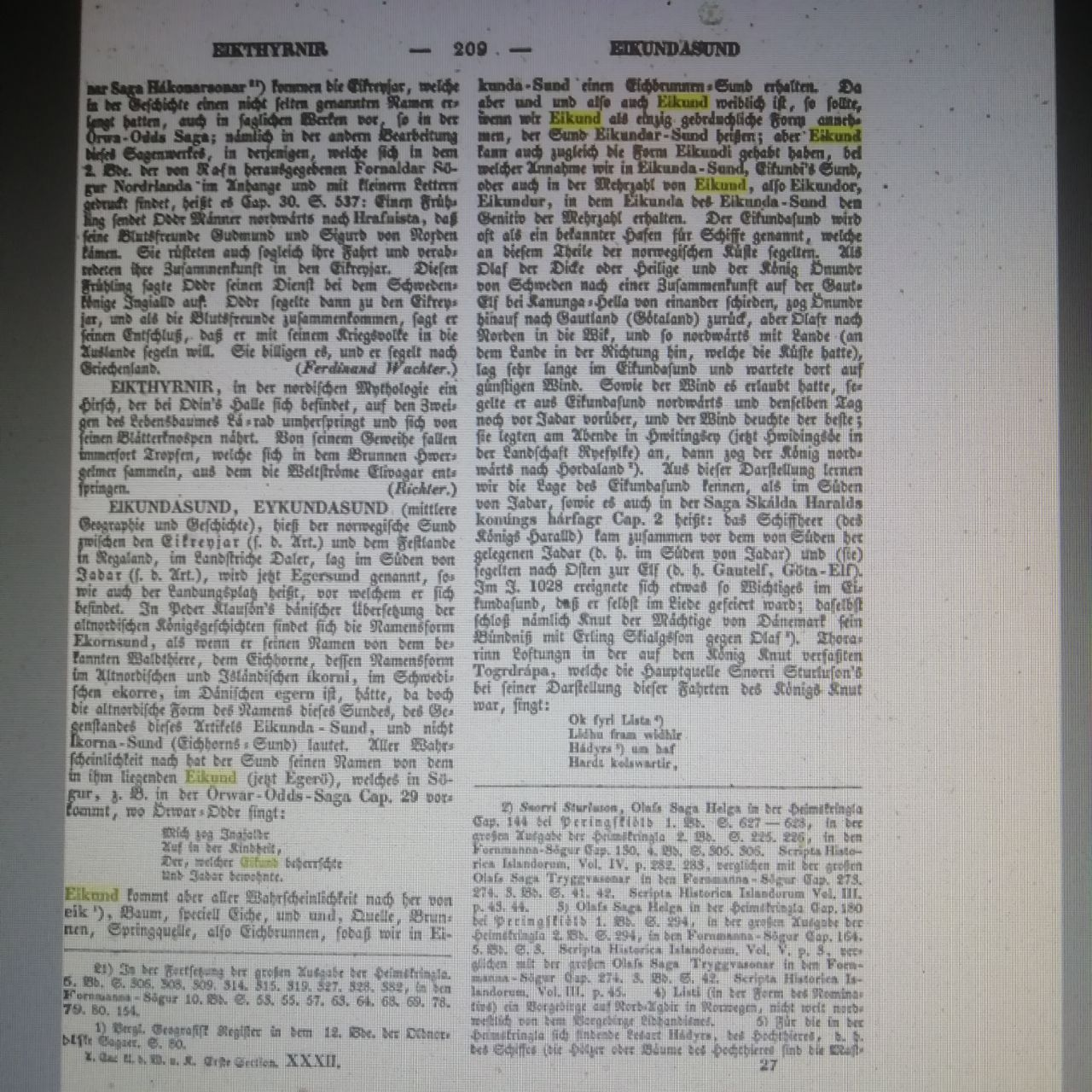
Загальна енциклопедія наук і мистецтв, видана авторами Й.С. Ершем і Й.Г. Грубером у 1838 році

Вже на початку 19 століття історики, літературознавці та географи припускали, що доля Одда Стріли пов'язана з норвезьким Ругаланном. У Загальній енциклопедії наук і мистецтв, складеній та опублікованій відомими енциклопедистами Й.С. Ершем і Й.Г Грубером у 1838 році, вказується, що в сазі про Одда Стрілу йдеться саме про острів Ейгерёй (Eigerøy). Однак з часом ця інформація була забута.
У Пісні про Хельгу, синові Хьёрварда, можна знайти підтвердження того, що і героя норвезьких саг Хельгу, з яким також деякі вчені пов'язують легенду про Віщого Олега, так і Одда Стрілу, народили в норвезькому Ругаланне. У цій сазі Хедін, брат загиблого Хельги, говорить його коханій Сваві:
Поцілуй мене, Свава!
Не судилось мені
ні в Роггейм повернутися,
ні в Рьодульсфель теж,
поки не помстиму
за сина Хьёрварда,
який був
королем
найкращим під сонцем!
Рогхеймом (Rogheimr) на старонорвезькому називалася територія проживання Ругів в Ругаланні. Усі подальші оповідання про Хельгу, який тричі воскрешався після своєї смерті, є наслідками Пісні про Хельгу, синові Хьёрварда. Так у Другій Пісні про Хельгу, вбивці Хундінга, прямо зазначається, що головний герой цієї саги був названий на честь ругаландського Хельги, сина Хьёрварда. Таким чином, початок сюжетного розвитку саги про Одда Стрілу і Пісень про Хельгу відбувається в одному і тому ж регіоні - норвезькому Ругаланне.

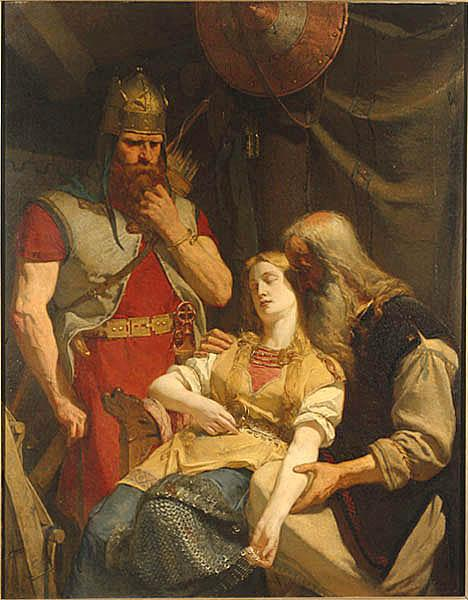
Август Мальмстрьом. Одд повідомляє Інгіб'юрг про смерть Хьяльмара.

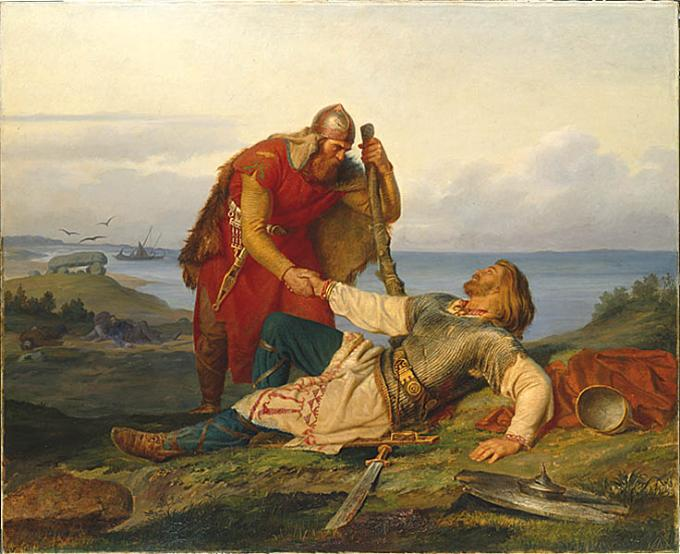
Мортен Вінге. Одд і Хьяльмар після битви на Самсеї.

Одд Стріла з дитинства постійно носив яскраво-червону сорочку. Згідно з сагою, "кожен день Одд у своїй юності одягав яскраво-червону сорочку і плетену золоту обручку на голову". Сага про Одда Стрілу є єдиною у своєму роді, де зазначається, що її головний герой одягав червону сорочку щодня, а не лише в певних ситуаціях. Червона сорочка майна була, ніби приросла до його тіла, що свідчить про особливе, можливо сакральне, значення цього кольору для Одда Стріли. Підросши, він залишився вірним цьому правилу. Навіть під корою він носив червону сорочку: "А вранці, коли король (Херрауд) піднявся на високе сидіння, Одд і його товариші були зовні. Одд підійшов до озера і вимився. Брати побачили, що кора на одній його руці тріснула, і звідти виглядає червоний рукав і золотий обруч, і не тонкий. Потім вони зірвали з нього всю кору. Одд не протестував, а під нею виявився одягнений в яскраво-червону сорочку, а його волосся спадало на плечі. На голові в нього була плетена золота діадема, і він був найкрасивішим із людей".
Згідно з сагою про Гіслі, червоні одяг носили родичі Ода Стріли (рідний брат або племінник, залежно від ступеня родинства Ода з Грімом Волосаті Щоки). У цій сазі згадується Анна Червоний Плащ, "син Гріма Волосаті Щоки, брат Ода Стріли, син Кетіла Лосося, син Халльбьёрна Півтроля". Прізвище Червоний Плащ свідчить про особливе значення червоного кольору для носія цього плаща. Цікаво, що на мініатюрах Радзивилівської літопису російські князі зображені в червоних одягах, а загальним образом російських князів представляє Володимир Червоне Сонечко. Ібн-Фадлан, зустрівши русів у 922 році, відгукнувся про них: "Вони схожі на пальми, рум'яні, червоні".
В грецькій середньовічній хронографії відомо було думку, що етнонім "руський" означає "червоний". Людпранд (X століття) прямо говорить, що "це північний народ, який греки за зовнішніми ознаками (а qualitate corporis) називають русами (rusios), тобто червоними, а ми за їх місцезнаходженням - норманнами". Аль-Масуді у першій половині X століття роз'яснював значення назви: "Візантійці називають їх русами русийа, значення цього слова - „червоні, руді"". Точно так само в перекладі хроніки Феофана бібліотекар папи Анастасій, який писав наприкінці IX століття, переклав грецьке слово "росіа" не як "руські", а як "червоні" (rubea).

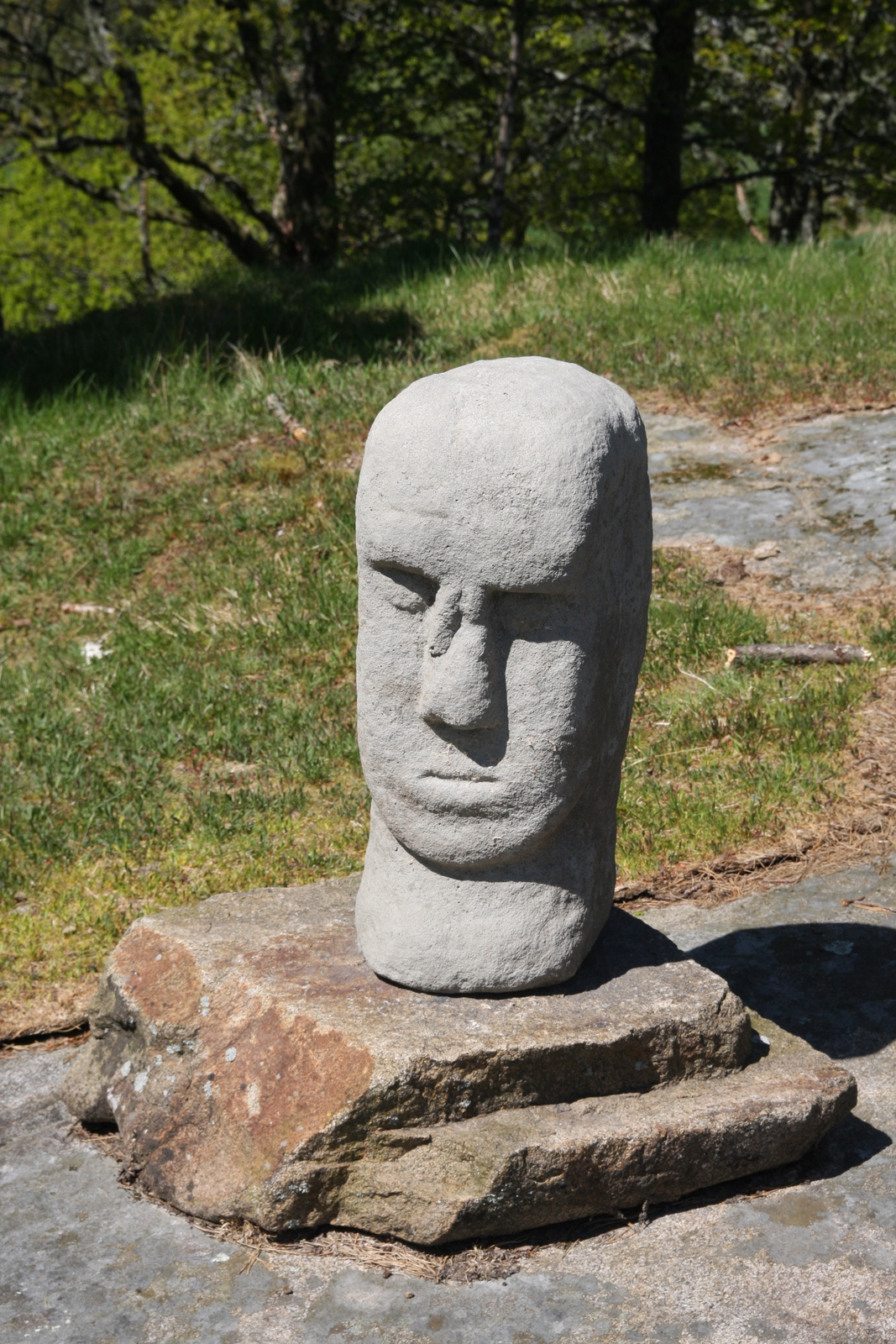
Rosslandsguden

У безпосередній близькості від місця народження і смерті Ода Стріли розташовувався культовий центр у Россланде. Реліквії, знайдені в Россланде, та географічні назви в цьому районі свідчать про те, що на відстані не більше трьох кілометрів від Берурьода, де народився Одд Стріла, існував стародавній центр культа плодороджу. У Россланде була знайдена голова ідола, який був названий вченими россландським богом (Rosslandsguden). Ніс цього ідола був пошкоджений ще в язичницьку епоху, ймовірно, щоб зробити його "безпечним". Россландський бог є унікальним, оскільки це єдина кам'яна голова такого роду, знайдена в Норвегії. Назва Россланд походить від давньоскандинавського слова, яке означає кінь "Hross", і буквально перекладається як "земля коней". Деякі вчені припускають, що в Россланде коні приносилися в жертву богам. Згідно з ісландськими істориками, кров коней збиралися в жертовних сосудах і використовувалася для фарбування алтаря. Можливо, саме в Россланде знаходилися жриці, які передбачали долю, і з цим місцем пов'язана легенда про необхідну смерть від коня. Цікаво, що в усіх регіонах балтійського узбережжя, колишньо заселених ругами, довго зберігалася звичай гадати за поведінкою святкового коня при прийнятті важливих рішень. Схожий звичай був поширений серед руян з острова Рюген і полабських слов'ян (Поморян), що проживали в районі сучасного Щецина, на територіях, де раніше мешкали руги, а також серед Лівів, які жили в околицях сучасної Риги (гідронім "Рига", від якого походить назва столиці Латвії, за однією з версій, є похідним від назви балтійського острова Рюген та ругів, які колись жили там і пізніше мігрували в район нинішньої Риги). Також цей звичай був зафіксований вітчизняними етнографами серед росіян. Цей звичай також знайшов відображення в сазі про Хрольва Пішохода, де згадується конь, який не давався в руки свого власника, якщо йому було визначено поразку в бою, але якщо власнику було визначено перемогти, то він сам прибігав до нього.

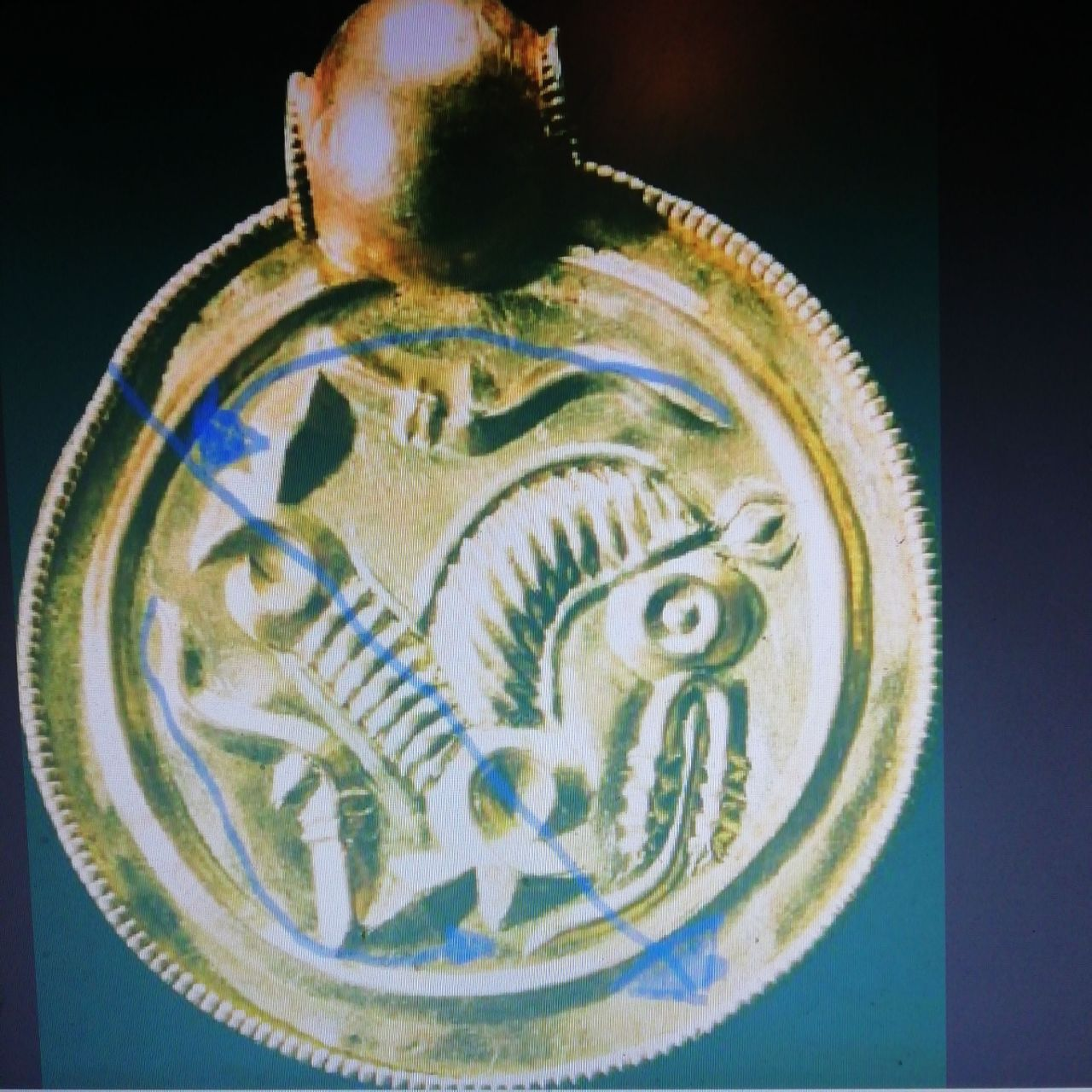
Підвіска, знайдена на острові Реннесёй (Ругаланн).

Своєрідність язичницьких вірувань ранньосередньовічного населення Ругаланна підтверджує зовсім недавно знайдений скарб на острові Реннесёй, недалеко від міста Ставангер, яке є адміністративним центром провінції Ругаланн. Знайдені скарби відносяться до 6 століття нашої ери. Він складається з дев'яти підвісок, в центрі яких вигравірований символ у вигляді коня, а також десяти золотих намистин і трьох кільць. Зазвичай на подібних підвісках зображували скандинавських богів, включаючи бога Одіна. Однак мотив, представлений на знайдених в Ругаланні підвісках, відрізняє їх від всіх раніше знайдених. Зазвичай скандинавські золоті амулети зображували бога Одіна в сцені зі скандинавської міфології, в якій він виліковує коня свого сина Бальдера. Цей міф розглядався як символ оновлення і воскрешення, який приносив власнику прикраси захист і добре здоров'я. Однак на знайдених на острові Реннесёй підвісках зображено лише хворого коня - без Одіна. Дещо подібний мотив коня, разом із змієподібними істотами, також можна знайти на кількох золотих підвісках, знайдених в Ругаланді та на південному узбережжі Норвегії. Цей знахідка свідчить про те, що населення Ругаланна тривалий час не визнавало Одіна верховним божеством. Зображення на цій золотій підвісці також можна інтерпретувати як модель космологічних уявлень ругів про сонце: Кінь і дві змії, одна зверху, а інша знизу, що спираються на коня, знаходяться в колі, що символізує сонце. Кінь рушається з великою швидкістю. Тому він витягнув язика, а змії змушують його обертатися навколо своєї осі.

## Письмові свідоцтва
Ругії вперше згадуються у Корнелія Тацита в кінці І століття в трактаті «Германія», де вказується їх проживання на узбережжі Балтики, на схід від Ютландського півострова. Тацит повідомляє, що вони відрізняються від сусідніх готів і лемовіїв круглими щитами та короткими мечами і покірністю царям.
Александрійський географ Птолемей в 150 р. н. е. згадує місце під назвою Rhougion і племені імені Routikleioi в тому ж районі, обидві назви були пов'язані з ругіями.

### Паннонія
З початку IV сторіччя руги згадуються на Середньому Дунаї у верхів'ях Тиси в стародавній Паннонії, на території нинішньої сучасної Угорщини. Пізніше вони були атаковані гунами і як союзники взяли участь в акціях Аттіли.
Після смерті Аттіли в V сторіччі подунайські руги створили державу Ругіланд на території колишньої римській провінції Норик, що прилягала з півночі до Ілірії («Іллюрік» в руському літописі).
Руги, що переселилися в Середньому Подунав'ї, брали тут активну участь в подіях на Середньому Дунаї, та змагались, зокрема з готами. Як і більшість інших «варварських» племен, вони прийняли християнство у вигляді аріанства.
Пізніше плем'я розділилося надвоє, при цьому менша частина перейшла на службу до візантійських імператорів, а більша частина, спочатку зазнавши поразки від «короля Італії Одоакра», в 489 році разом з остготами під командуванням їхнього вождя Теодоріха вдерлися в Італію. Всі згадки про це плем'я припиняються разом із падінням держави остготів.

## Археологічні свідчення
Деякі дослідники вказують на ругів поруч із готами як на носіїв Оксивської археологічної культури (II ст. до н. е. — I ст.) в Польському Помор'ї (між Одером і Віслою).

## Українські джерела про ругів
В універсалі Богдана Хмельницького, даного в обозі під Білою Церквою у червні 1648 року, йдеться про нібито походження українців-русів від ругів:
|  | Навіть Стародавній Рим (що може називатися матір'ю всіх європейських міст), який володів багатьма державами й монархіями і пишався колись своїми шістьмастами сорока п'ятьма тисячами війська, в давні віки взяла й чотирнадцять літ тримала далеко менша проти згаданої збірна бойова сила русів із Ругії від Балтицького, або Німецького помор'я, на чолі яких стояв тоді князь Одонацер, — сталося це в році 470 після Різдва господнього. Отож ми йдемо за прикладом наших давніх предків, отих старобутніх русів, і хто може заборонити нам бути воїнами і зменшити нашу лицарську відвагу! |